# شعيب الهميلية
شعيب الهميلية أحد أودية منطقة القصيم وسط المملكة العربية السعودية. يُعد الوادي أحد الروافد المهمة لوادي الرمة.

## الوصف
يسيل شعيب الهميلية من سمر الشغيفاء ويتجه نحو الشمال الشرقي مارًا بقرية الهميلية إلى الغرب من جبل طمية (يبلغ ارتقاعه 1.311م)٬ ثم يتجه نحو الشمال الشرقي٬ وقبل اتصاله بوادي الرمة يلتقي برافد قادم من جبل طمية٬ وهو في الحقيقة يلتقي بوادي المصيقر مباشرة قبل اتصاله بوادي الرمة.